# حب وحرب ج1 (مسلسل)
حب وحرب ج1 مسلسل تلفزيوني تراجيدي كوميدي عراقي، من إنتاج عام 2004.

## أحداث المسلسل
تدور أحداث المسلسل إبان الغزو الأمريكي للعراق، وما تخلل ذلك من تدهور أمني، وفوضى سياسية، واضطراب عام في مفاصل الدولة. تتمحور حلقات المسلسل حول شخصيتين، فوزي وخطيبته فاتن، الذين كانا قد خططا لزواجهما لولا الأحتلال الذي بدد أحلامهما، لكنهما يتحديا الظروف، وفي نهاية المطاف يتزوجان، لكن بعد أن يفقد فوزي والدته، إثر حادث انفجار

## طاقم العمل

### تأليف
- قاسم الملاك.[2]

### إخراج
- جمال عبد جاسم.[3]

### ممثلون
- قاسم الملاك[2]، بدور فوزي.
- نغم السلطاني[5]، بدور فاتن.
- أمل طه.
- بهجت الجبوري.
- فوزية حسن.
- ميس كمر.
- عواطف السلمان[3]، بدور والدة فوزي.
- إنعام الربيعي.
- عدي عبد الستار.
- شيماء جعفر.
- ولاء حامد.